# Трасењо (Виченца)
Трасењо је насеље у Италији у округу Виченца, региону Венето.
Према процени из 2011. у насељу је живело 53 становника. Насеље се налази на надморској висини од 32 м.